# Popis bolnica u Hrvatskoj

## Kliničke ustanove
- Klinička bolnica "Dubrava" Zagreb
- Klinička bolnica "Merkur" Zagreb
- Klinička bolnica "Sveti Duh" Zagreb
- Klinički bolnički centar "Sestre Milosrdnice"
- Klinički bolnički centar Osijek
- Klinički bolnički centar Rijeka
- Klinički bolnički centar Split
- Klinički bolnički centar Zagreb
- Sveučilišna klinika za dijabetes, endokrinologiju i bolesti metabolizma "Vuk Vrhovac"
- Klinika za dječje bolesti Zagreb
- Klinika za infektivne bolesti "Dr. Fran Mihaljević" Zagreb
- Klinika za ortopediju, Lovran
- Klinika za psihijatriju Vrapče, Zagreb

## Opće bolnice
- Opća bolnica "Dr. Ivo Pedišić" Sisak
- Opća bolnica "Dr Anđelko Višić" Bjelovar
- Opća županijska bolnica Čakovec
- Opća bolnica Dubrovnik
- Opća bolnica Gospić
- Opća bolnica Karlovac
- Opća i veteranska bolnica "Hrvatski ponos" Knin
- Opća bolnica "Dr. Tomislav Bardek" Koprivnica
- Opća bolnica Našice
- Opća bolnica Nova Gradiška
- Opća bolnica Ogulin
- Opća bolnica Pakrac
- Opća županijska bolnica Požega
- Opća bolnica Pula
- Opća bolnica "Dr. Josip Benčević" Slavonski Brod
- Opća bolnica Šibensko-kninske županije, Šibenik
- Opća bolnica Varaždin
- Opća županijska bolnica Vinkovci
- Opća bolnica Virovitica
- Opća županijska bolnica Vukovar
- Opća bolnica Zabok
- Opća bolnica Zadar

## Specijalne bolnice
- Psihijatrijska bolnica "Dr. Ivan Barbot" Popovača
- Psihijatrijska bolnica "Sveti Ivan", Zagreb (Jankomir)
- Psihijatrijska bolnica Lopača
- Psihijatrijska bolnica Rab
- Psihijatrijska bolnica Sveti Rafael, Strmac
- Psihijatrijska bolnica Ugljan
- Psihijatrijska bolnica za djecu i mladež - Zagreb
- Specijalna bolnica za medicinsku rehabilitaciju "Biokovka" - Makarska
- Specijalna bolnica za medicinsku rehabilitaciju "Daruvarske toplice"
- Specijalna bolnica za medicinsku rehabilitaciju"Kalos" - Vela luka
- Specijalna bolnica za medicinsku rehabilitaciju "Krapinske toplice"
- Klinika za kardiovaskularne bolesti Medicinskog fakulteta Sveučilišta J. J. Strossmayera u Osijeku "Magdalena", Krapinske toplice
- Specijalna bolnica za ortopediju i traumatologiju lokomotornog sustava "Akromion", Krapinske toplice
- Specijalna bolnica za zaštitu djece s neurorazvojnim i motoričkim smetnjama, Zagreb (Goljak)
- Specijalna bolnica za kronične bolesti dječje dobi, Gornja Bistra
- Specijalna bolnica Srebrnjak, dječja bolnica, Zagreb
- Specijalna bolnica za medicinsku rehabilitaciju Stubičke toplice
- Specijalna bolnica za medicinsku rehabilitaciju "Naftalan" - Ivanić grad
- Specijalna bolnica za medicinsku rehabilitaciju "Thalassotherapia" Crikvenica
- Specijalna bolnica za medicinsku rehabilitaciju "Varaždinske toplice"
- Specijalna bolnica za medicinsku rehabilitaciju bolesti srca, pluća i reumatizma "Thalassotherapia" Opatija
- Specijalna bolnica za medicinsku rehabilitaciju Lipik
- Specijalna bolnica za ortopediju Biograd n/m
- Specijalna bolnica za ortopedsku kirurgiju i rehabilitaciju "Prim.dr. Martin Horvat" - Rovinj
- Specijalna bolnica za plućne bolesti Zagreb (Rockfellerova)
- Specijalna bolnica za plućne bolesti i tuberkulozu - Klenovnik
- Specijalna bolnica za produženo liječenje Duga Resa

## Lječilišta
- Lječilište Bizovačke toplice
- Lječilište Topusko
- Lječilište Veli Lošinj